# Douglas SBD
Die Douglas SBD Dauntless (SBD: Scout Bomber Douglas, dauntless: dt. „waghalsig“) war ein leichtes Sturzkampfflugzeug der Douglas Aircraft Company, das im Zweiten Weltkrieg vor allem trägergestützt bei der US Navy sowie dem US Marine Corps im Pazifikkrieg eingesetzt wurde.

## Geschichte
1934 schrieb das Bureau of Aeronautics der US Navy einen neuen Bomber und einen Aufklärungsbomber aus, die von Flugzeugträgern aus operieren sollten. Es sollte ein Ganzmetall-Flugzeug mit einziehbarem Fahrwerk sein. Das maximale Abfluggewicht des Aufklärungsbombers sollte 5000 lb (2268 kg) nicht überschreiten, die Bombenlast sollte 500 lb (227 kg) betragen. Für den Bomber betrugen die geforderten Werte 6000 lb (2722 kg) und 1000 lb (454 kg). Die Maschinen sollten für Sturzangriffe mit Sturzflugbremsen ausgerüstet sein und 9g-Manöver (d. h. Beschleunigungskräfte entsprechend der neunfachen Erdbeschleunigung) beim Abfangen überstehen.

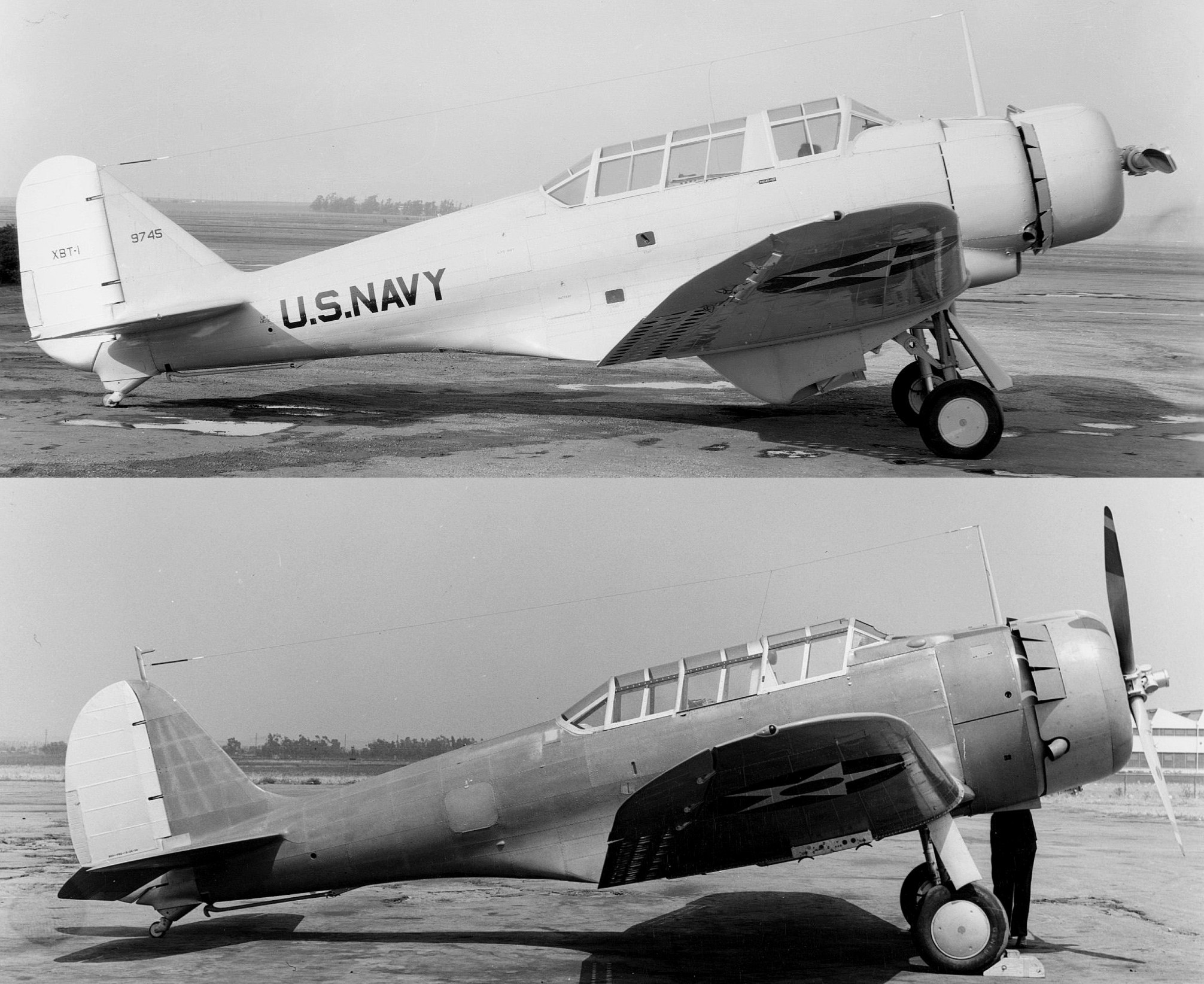
Northrop BT-1 und BT-2

Eine Abweisvorrichtung sollte verhindern, dass die Bombe beim Sturzangriff den Propeller traf.
Für den Einsatz auf Flugzeugträgern mussten die Maschinen mit geringer Eigengeschwindigkeit starten können. Die Mindestgeschwindigkeit bis zum Strömungsabriss durfte nicht über 60 kn (111 km/h) liegen und für den Start wurde von einem Gegenwind von 25 kn (46 km/h) ausgegangen.
Sechs Firmen reichten Entwürfe ein, wovon Brewster mit der XSBA-1 und Northrop mit der XBT-1 ausgewählt wurden, um Prototypen für den Bomber zu bauen. Vought sollte einen Prototyp für den Aufklärungsbomber bauen, die XSB2U-1. Northrop erhielt den Auftrag für den Bomber-Prototypen am 20. November 1934.
Der Konstrukteur Ed Heinemann entwarf daraufhin einen Ganzmetall-Tiefdecker mit zwei Mann Besatzung. Zur Gewichtsersparnis und um die 9g-Manöver aushalten zu können, wurde auf faltbare Flügel verzichtet. Das Fahrwerk konnte nur zum Teil eingezogen werden. Zum Erreichen der geforderten Sturzflugfähigkeiten wurden gelochte Sturzflugbremsen entwickelt, die an den Unterseiten über drei Fünftel der Tragflächen reichten. Das Flugzeug flog am 19. August 1935 zum ersten Mal. Nach Tests orderte die US Navy 54 Serienexemplare der BT-1, die ab April 1938 ausgeliefert wurden.

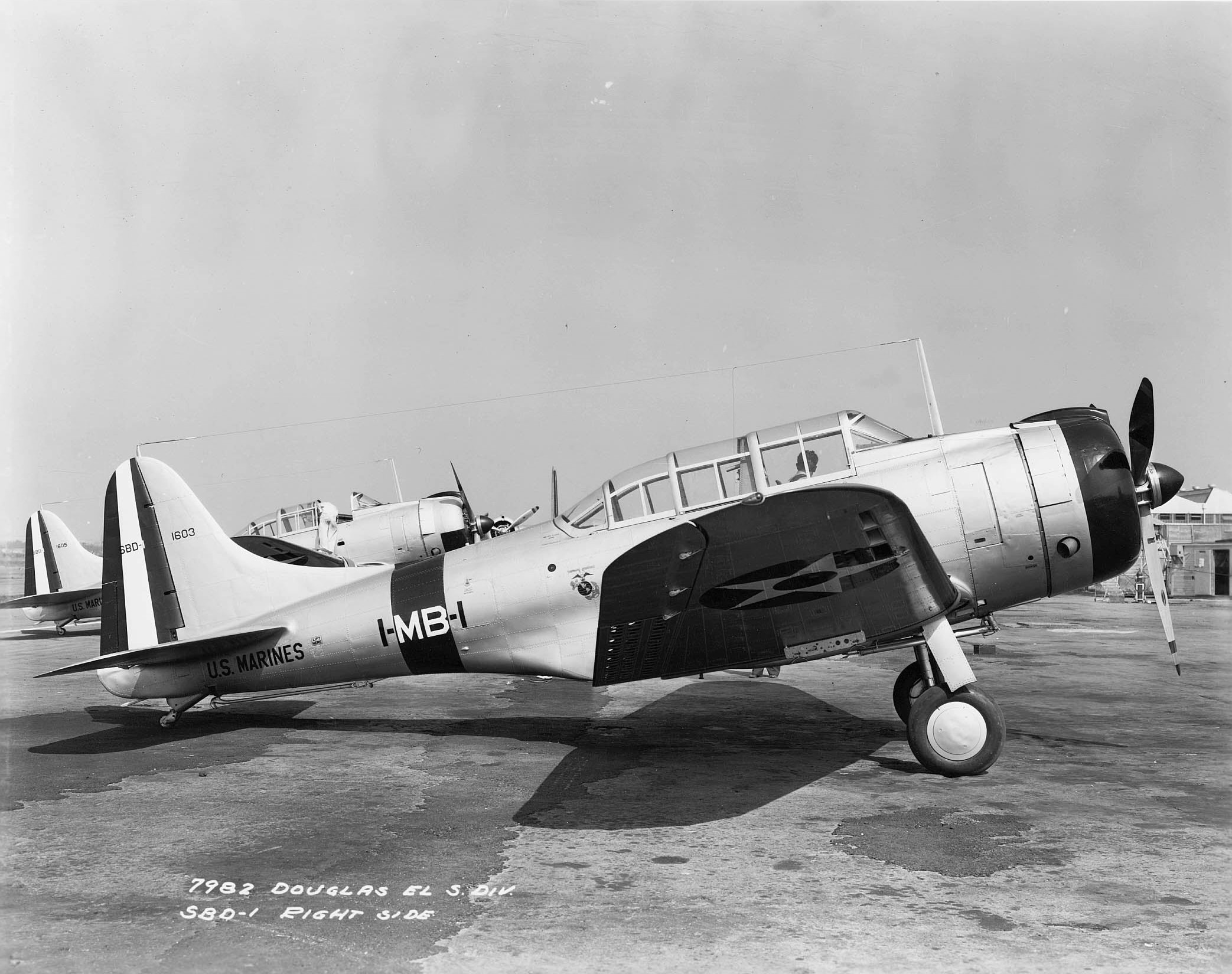
SBD-1 des US Marine Corps, 1940

Um Kosten für eine Neuentwicklung zu sparen, trat das Bureau of Aeronautics im November 1936 an Northrop heran, um eine verbesserte BT-1 zu entwickeln. Das Flugzeug erhielt die Bezeichnung XBT-2. Die wesentlichen Veränderungen gegenüber der BT-1 waren ein vollständig einziehbares Fahrwerk, der Wright-R-1820-Motor anstatt des Pratt & Whitney R-1535, ein überarbeitetes Leitwerk und eine verbesserte Kanzel. Weitere Änderungen, wie etwa die Einführung faltbarer Tragflächen, gab es nicht. Die XBT-2 flog zum ersten Mal am 25. April 1938 und erreichte auf Anhieb eine um 50 km/h höhere Geschwindigkeit als die BT-1.
Da die Northrop Corporation inzwischen von der Douglas Aircraft Company aufgekauft worden war, erhielt das Flugzeug anstatt XBT-2 die neue Bezeichnung XSBD-1. Nach Verfeinerungen, unter anderem nach Tests beim National Advisory Committee for Aeronautics (NACA) orderte die US Navy am 8. April 1939 die ersten 57 SBD-1 und weitere 87 SBD-2 mit größerer Reichweite. Das Flugzeug erhielt den endgültigen Namen Douglas SBD Dauntless. Das Kürzel SBD stand dabei für Scout Bomber Douglas (siehe auch Bezeichnungssystem für Luftfahrzeuge der US Navy von 1922 bis 1962).

## Einsatz

### Einsatz bei der Navy und dem Marine Corps

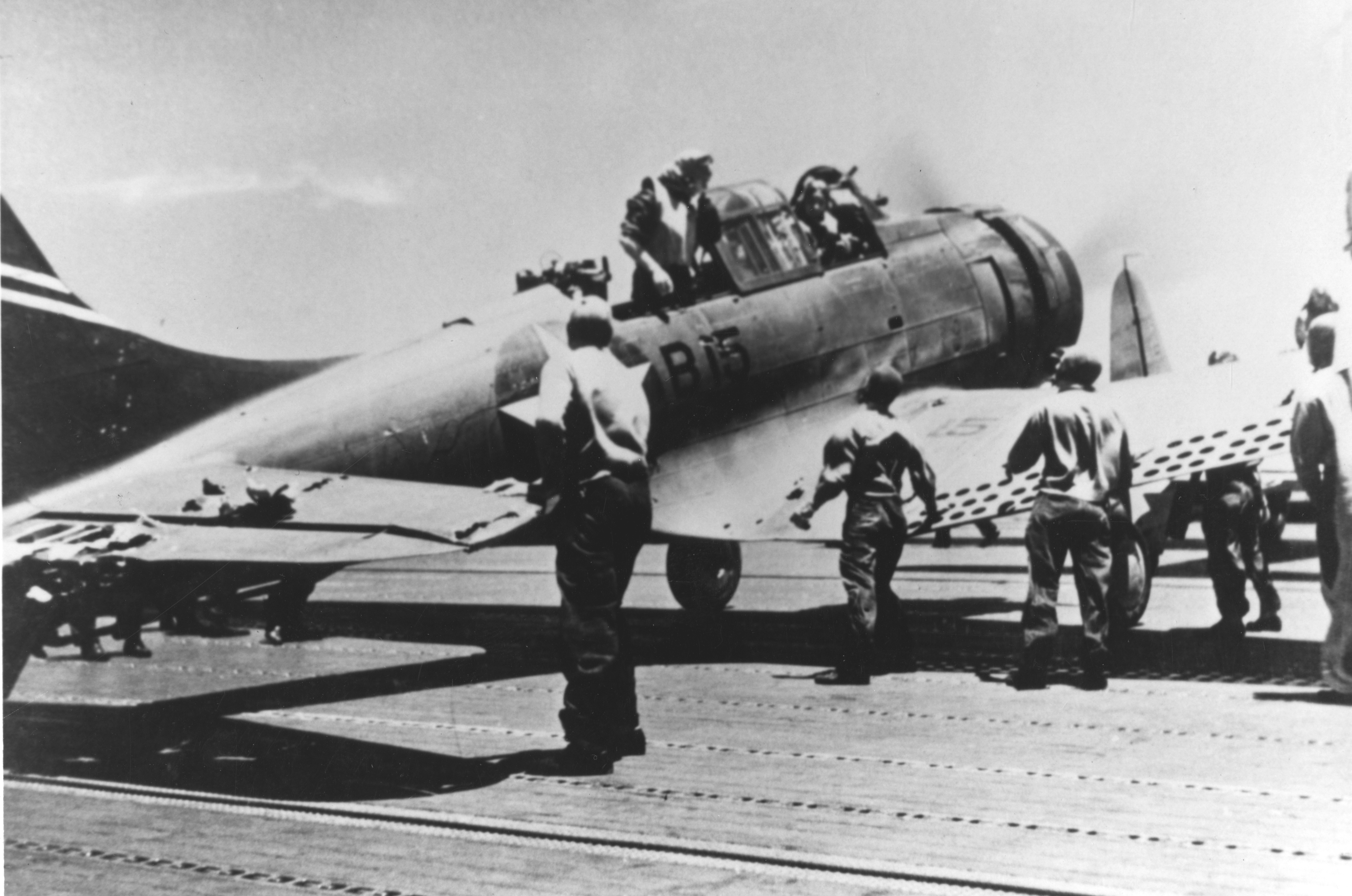
Eine beim Angriff auf den Träger Kaga beschädigte SBD während der Schlacht um Midway

Die erste SBD-1 flog am 1. Mai 1940. Bis zum Dezember 1941 wurden weitere 584 SBD-3 bestellt, die einen stärkeren Motor und selbstabdichtende Treibstofftanks hatten. Die folgenden Versionen unterschieden sich im Wesentlichen durch den Einbau eines stärkeren Motors. Mit der SBD-1 wurden die Bomber-Staffeln des Marine Corps VMB-1 und VMB-2 (ab Ende 1941 VMSB-132 und VMSB-232) ab Ende 1940 ausgerüstet. Bis zum Angriff auf Pearl Harbor am 7. Dezember 1941 waren die Trägerstaffeln VB-2 und VS-2 (Lexington), VB-3 und VS-3 (Saratoga), VB-5 und VS-5 (Yorktown) sowie VB-6 und VS-6 (Enterprise) mit SBD-2/-3 Dauntless ausgerüstet. Zu Beginn des Krieges waren je zwei Staffeln, eine Aufklärungs- und eine Bomberstaffel, mit je 18 SBD ausgerüstet. Im Kriegsverlauf ging die Zahl zugunsten der Jagdflugzeuge später kontinuierlich zurück. 1945 waren auf einem Träger der Essex-Klasse ca. 70 Jäger und je 15 Bomber und Torpedoflugzeuge eingeschifft.
Die Douglas SBD Dauntless zeichneten sich bei der Schlacht im Korallenmeer am 7. und 8. Mai 1942 aus und leiteten mit der Versenkung von vier japanischen Trägern bei der Schlacht um Midway vom 4. bis zum 7. Juni 1942 die Wende im Pazifikkrieg ein. In der Schlacht um Guadalcanal 1942/43 waren die SBD das Arbeitspferd der Bomberstaffeln. Sie blieben dies auch 1943 im Kampf um die Salomonen-Inseln. Auf den großen Flugzeugträgern ersetzte die Curtiss SB2C Helldiver bis Mitte 1944 die SBD. Die SB2C war jedoch zunächst so unzuverlässig, dass der Befehlshaber der Fast Carrier Task Force, Vizeadmiral Marc Mitscher, nach der Schlacht in der Philippinensee im Juni 1944 die SB2C wieder gegen SBD eintauschen wollte. Trotzdem wurde die SB2C eingeführt, da produktionstechnisch und logistisch schon alles auf den Einsatz der Helldiver ausgerichtet war.

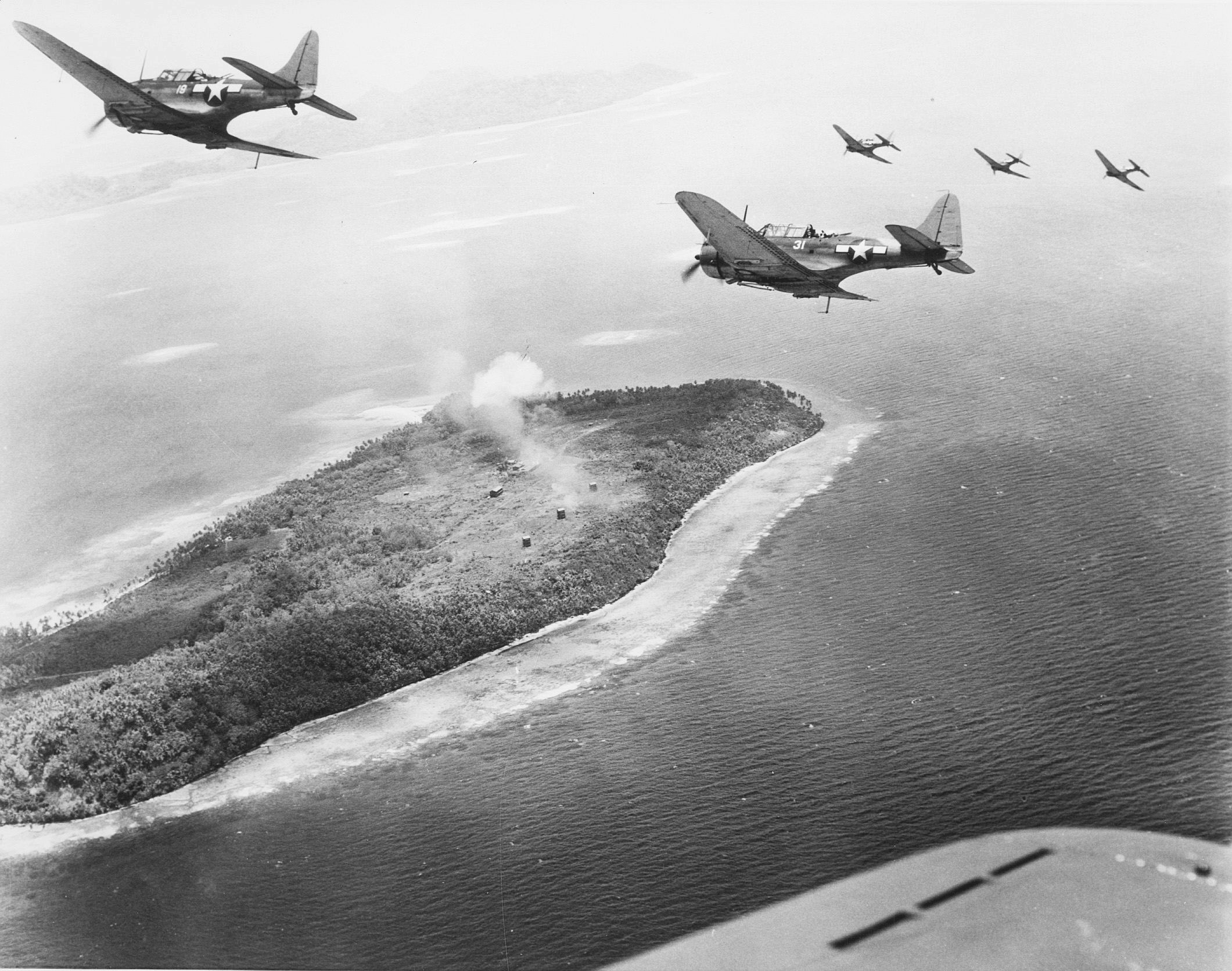
SBD Dauntless beim Angriff auf das Truk-Atoll, 1944

Bis zum Ende des Krieges wurden die Dauntless hauptsächlich zur U-Boot-Bekämpfung eingesetzt. Dank ihrer Beschussfestigkeit hatten sie die niedrigste Verlustquote aller amerikanischen Flugzeuge in Fernost. Die Produktion lief am 22. Juli 1944 nach 5936 Maschinen aus. Mit dem Kriegsende wurden die meisten SBD ausgemustert. Am 1. August 1945 wurde die letzte SBD des Marine Corps abgestellt. Lediglich das Naval Air Test Center in Patuxent River (Maryland) flog die SBD-6 noch bis Mai 1948. Die letzte Maschine wurde an das National Air and Space Museum in Washington D.C. abgegeben.
Wegen der geringen Höchstgeschwindigkeit von nur etwas über 400 km/h und des gleichzeitig großen Erfolgs des Flugzeugs, das zudem bei den Besatzungen wegen seiner Flugeigenschaften sehr beliebt war, erhielt es Spitznamen wie „Slow But Deadly“ (Langsam, aber tödlich) oder „Speedy-Three“ (die „schnelle“ SBD-3).

### Einsatz bei den Army Air Forces
Durch die Erfolge der deutschen „Stukas“ angeregt, suchten die US Army Air Forces (USAAF) nach einem leichten Sturzbomber, der 1940 geordert wurde. Die Douglas A-24A und A-24B Banshee waren landgestützte Versionen der SBD Dauntless, die zwischen 1940 und 1942 in 783 Exemplaren an die United States Army Air Forces geliefert wurden. Sie unterschieden sich von der SBD im Wesentlichen durch für Landflugplätze besser geeignete Reifen und das Fehlen des Fanghakens.

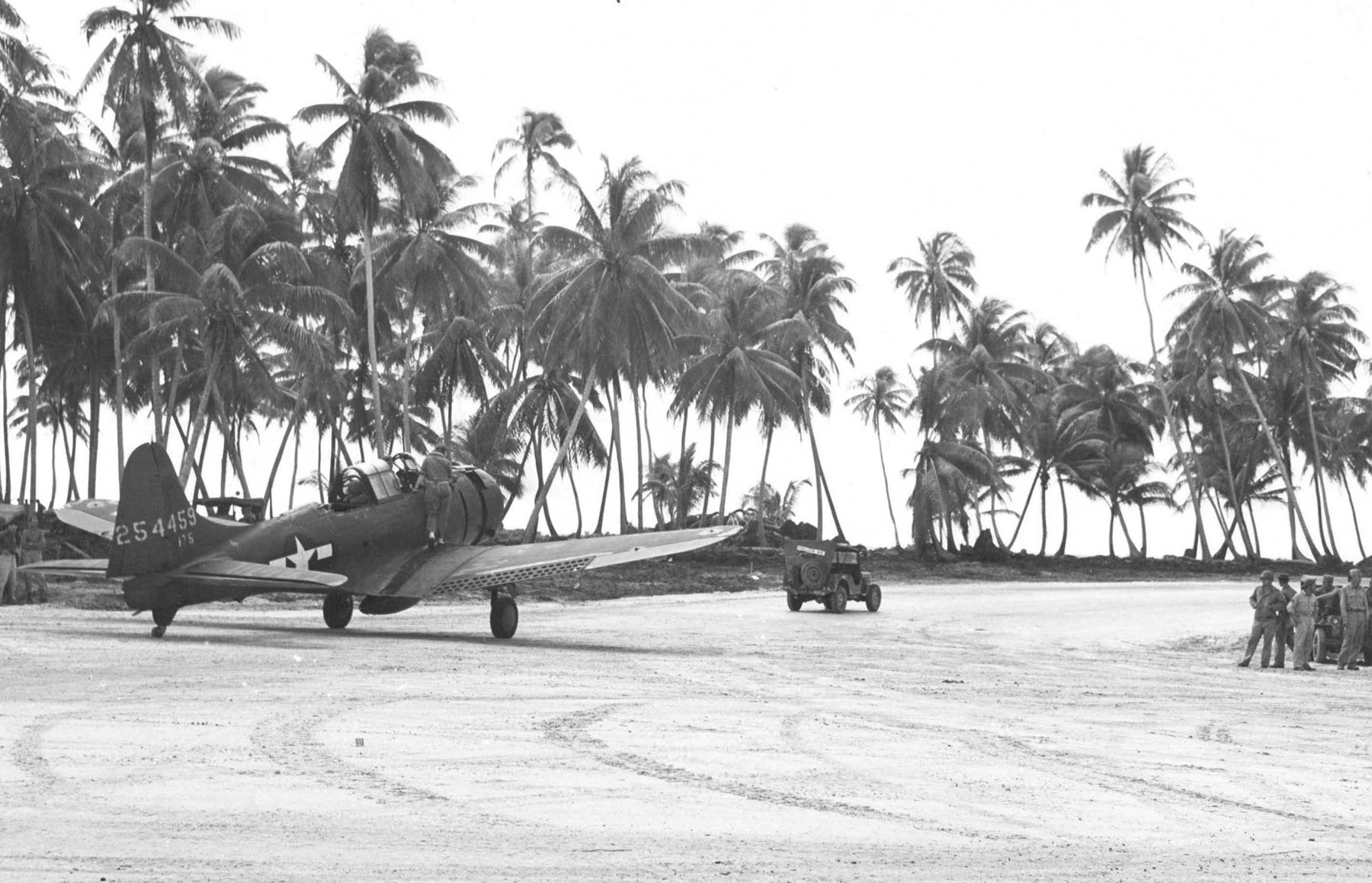
Eine A-24B der 531. FS auf Makin, Dezember 1943

Nach einigen wenig erfolgreichen Einsätzen in der Anfangsphase des Pazifikkrieges, wurden die Flugzeuge in Ausbildungseinheiten eingesetzt. 1941/42 wurde die 27th Bombardment Group in Australien mit den Staffeln 16th Bombardment Squadron (BS), 17th BS und 91st BS aufgestellt. Im Februar 1942 war lediglich die 91st BS einsatzbereit und wurde nach Java verlegt. Dort konnten sie allerdings wenig gegen die japanische Übermacht ausrichten. In Neuguinea wurden nur wenige Einsätze durch die 8th BS geflogen, der letzte am 29. April 1942. Die 58th Bombardment Squadron (Dive) aus Wheeler Field (Hawaii) wurde 1943 nach Alaska verlegt und flog am 4. August 1943 einen Angriff auf Kiska. Danach verlegte man die Staffel auf die Gilbertinseln und designierte sie nun als 531st Fighter Squadron. Im Dezember 1943 flog diese Staffel mit ihren A-24B einige erfolgreiche Angriffe von Makin aus. Nach dem Krieg blieb die A-24 bei der USAAF/USAF. Einige erlebten sogar noch die (etwas unsinnige) Umbenennung in „F-24B“ („F“ für Fighter/Jagdflugzeug), als 1948 der Kennbuchstabe „A“ für „Angriffsflugzeug“ vorübergehend abgeschafft wurde. Die letzten A-24 der USAF wurden 1950 abgestellt.

### Einsatz bei anderen Luftstreitkräften

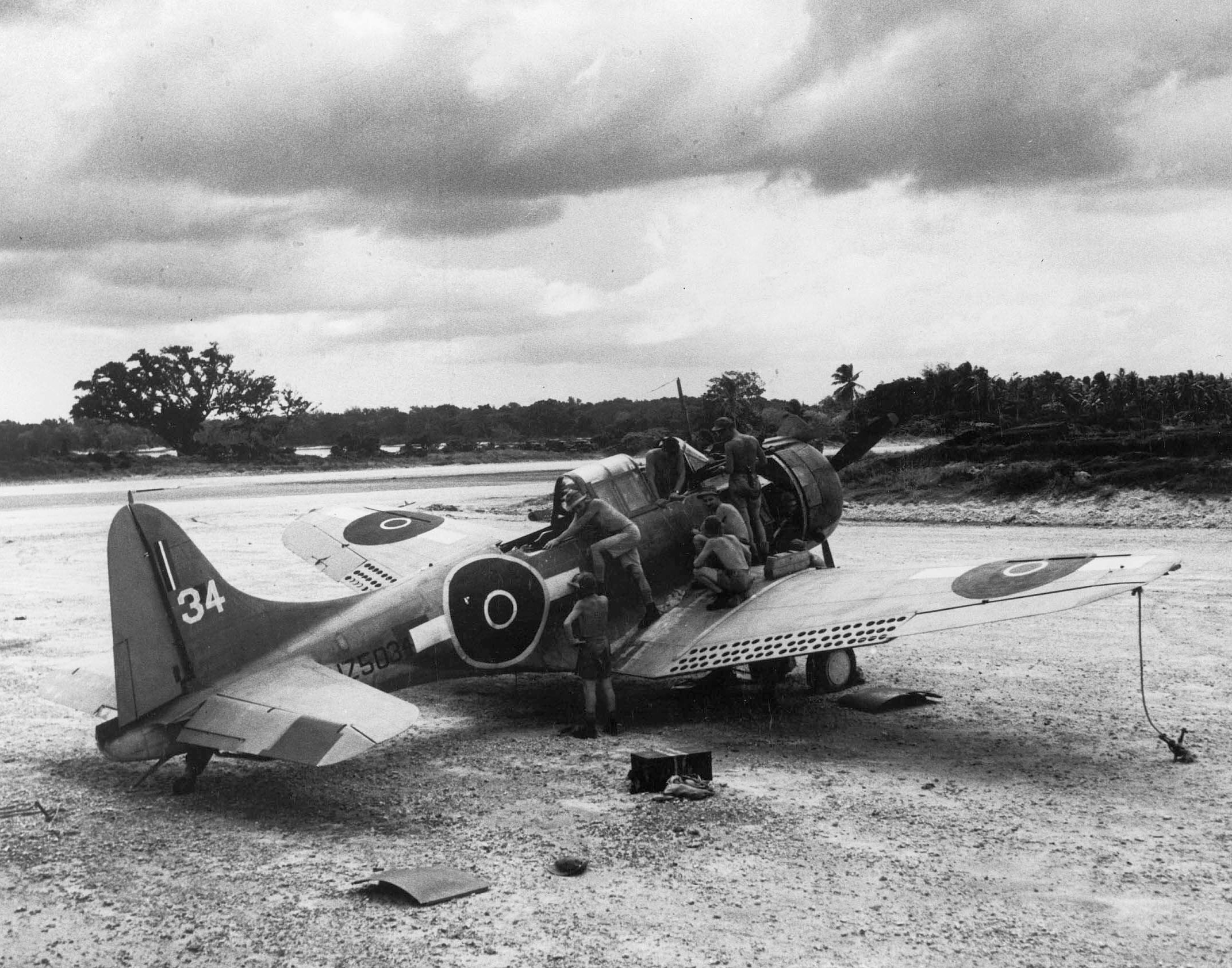
Eine SBD-4 der RNZAF

1943 wurden 18 SBD-3 und 23 SDB-4 an die Luftwaffe Neuseelands (RNZAF) abgegeben. Ursprünglich sollten vier Staffeln mit SBD ausgerüstet werden, jedoch wurde nur die No. 25 Squadron der RNZAF mit Dauntless ausgerüstet. Sie flogen 1943/44 Angriffe gegen die japanische Basis Rabaul, bevor die Staffel auf Vought F4U Corsair umgerüstet wurde.
Die Forces françaises libres erhielten ab 1943 etwa 80 SBD-5 und A-24. Ursprünglich wurden sie von der Ecole de Chasse (Flugschule) in Meknès (Marokko) geflogen. In Riyak (Syrien) setzte die Groupe de Bombardement I/17 Picardie der französischen Luftwaffe A-24B ein. Die GB I/18 Vendee und die Marine-Staffeln 3FB und 4FB wurden in Südfrankreich 1944/45 gegen deutsche Truppen eingesetzt. 1945 schiffte man die Staffel 4F auf dem Geleitträger Dixmude (ex Biter) zum Einsatz in Indochina ein. 1948 folgte die Staffel 3F auf dem Träger Arromanches (ex Colossus). Die in Frankreich verbliebenen SBD wurden 1949 ausgemustert. Bei der 4F wurden die SBD 1950 durch Grumman TBM Avenger ersetzt, bei der 3F durch Curtiss SB2C Helldiver. Die Flugschule in Cazaux musterte die letzten A-24 1953 aus.
Mexiko flog ebenfalls ab 1943 die Dauntless. Die Escuadron Aereo (Staffeln) 200 und 201 wurden mit A-24B ausgerüstet, jedoch rüstete man die 201. Escuadron Aereo de Pelea 1944 bereits auf Republic P-47 Thunderbolt um. Die anderen A-24 flogen bis 1959.

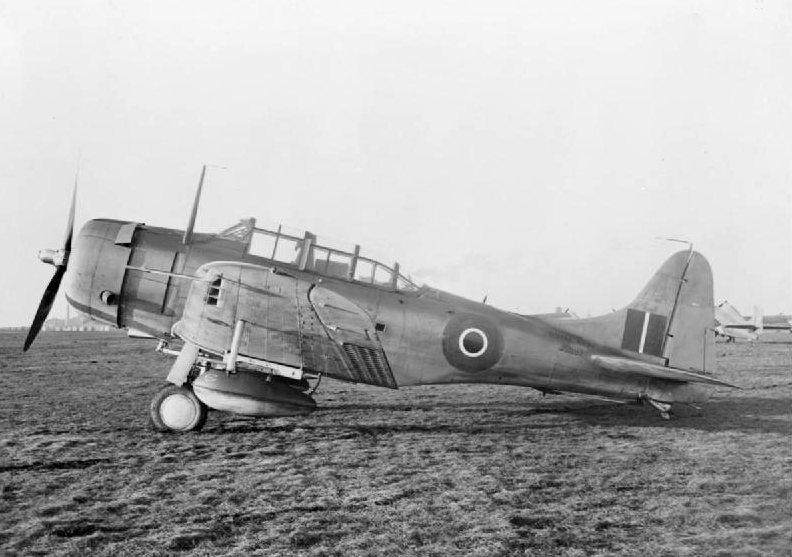
Eine britische Dauntless Mk.I 1943

In Chile flogen 1944 bis 1950 die Grupo de Aviación 4 und 6 ebenfalls einige A-24B.
Schließlich nutzte auch die Royal Navy Großbritanniens die SBD. Nach später Evaluation rüstete man die No. 700 und No. 787 Squadrons in Wittering im Juli 1944 mit neun SBD-5 aus und flog diese bis zum Februar 1946. Zu dieser Zeit war die Dauntless eigentlich schon obsolet. Sie hätte der Royal Navy eher vier Jahre früher genutzt.

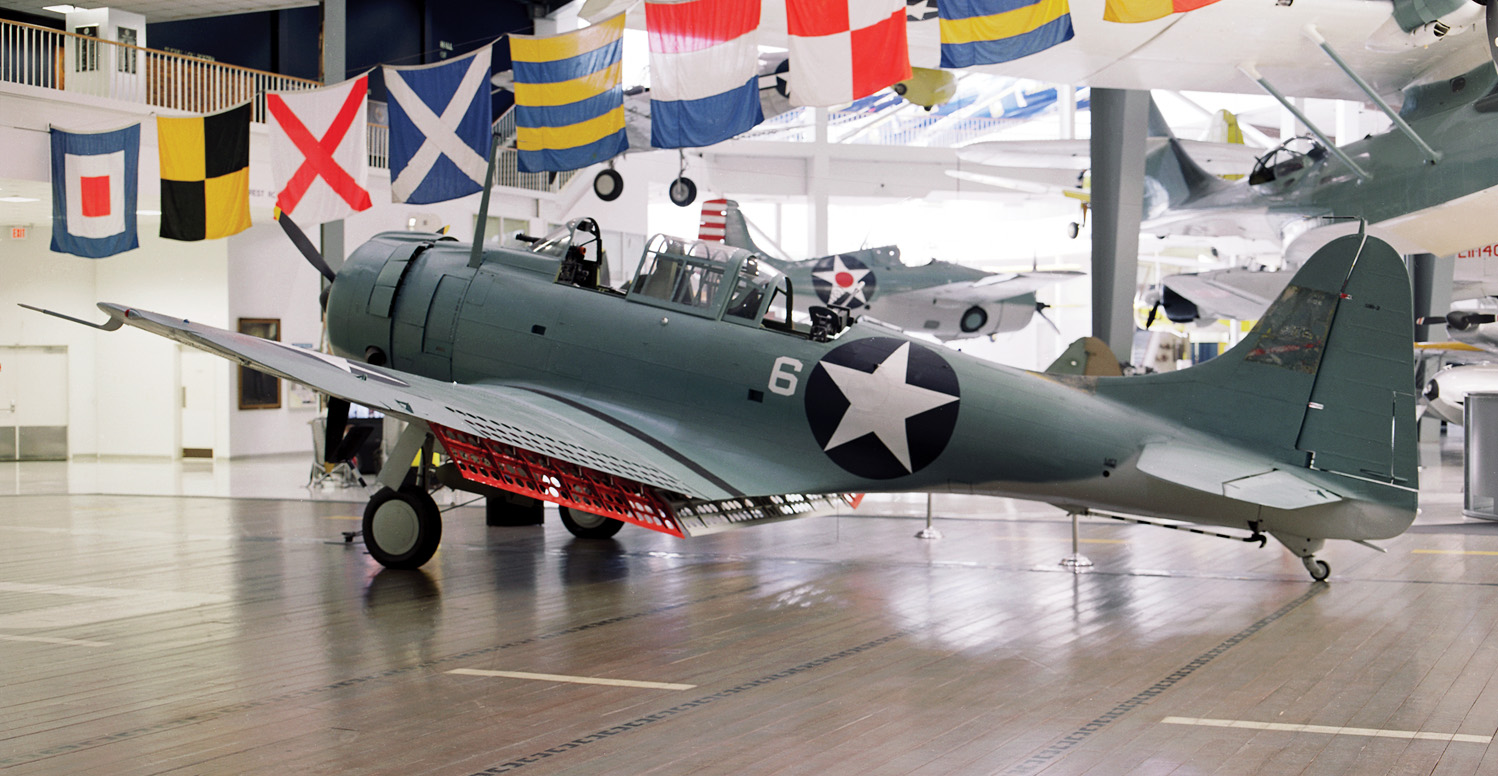
Eine restaurierte SBD-2 des National Museum of Naval Aviation

## Erhaltene Flugzeuge
Das National Museum of Naval Aviation auf der Naval Air Station Pensacola besitzt 13 SBD, so die siebzehnte SBD-1 (BuNo 1612), wie alle wurde sie aus dem Lake Michigan geborgen. Vier Flugzeuge wurden nachweislich eingesetzt, so die SBD-2 (BuNo 2106) in der Schlacht um Midway, die SBD-3 (BuNo 06508) flog von Henderson Field auf Guadalcanal aus, und die SBD-3s (BuNo 06624 and 06626) flogen von der Ranger während der Operation Torch, der Invasion Nordafrikas im November 1942. Erhalten blieb ferner die SBD-6 (BuNo 54605) im National Air and Space Museum in Washington, D.C. Das National Museum of the United States Air Force in Dayton (Ohio) besitzt ferner eine A-24, von denen einige auch privat erhalten sind, meist jedoch als „SBD“ der US-Navy bemalt.

## Versionen

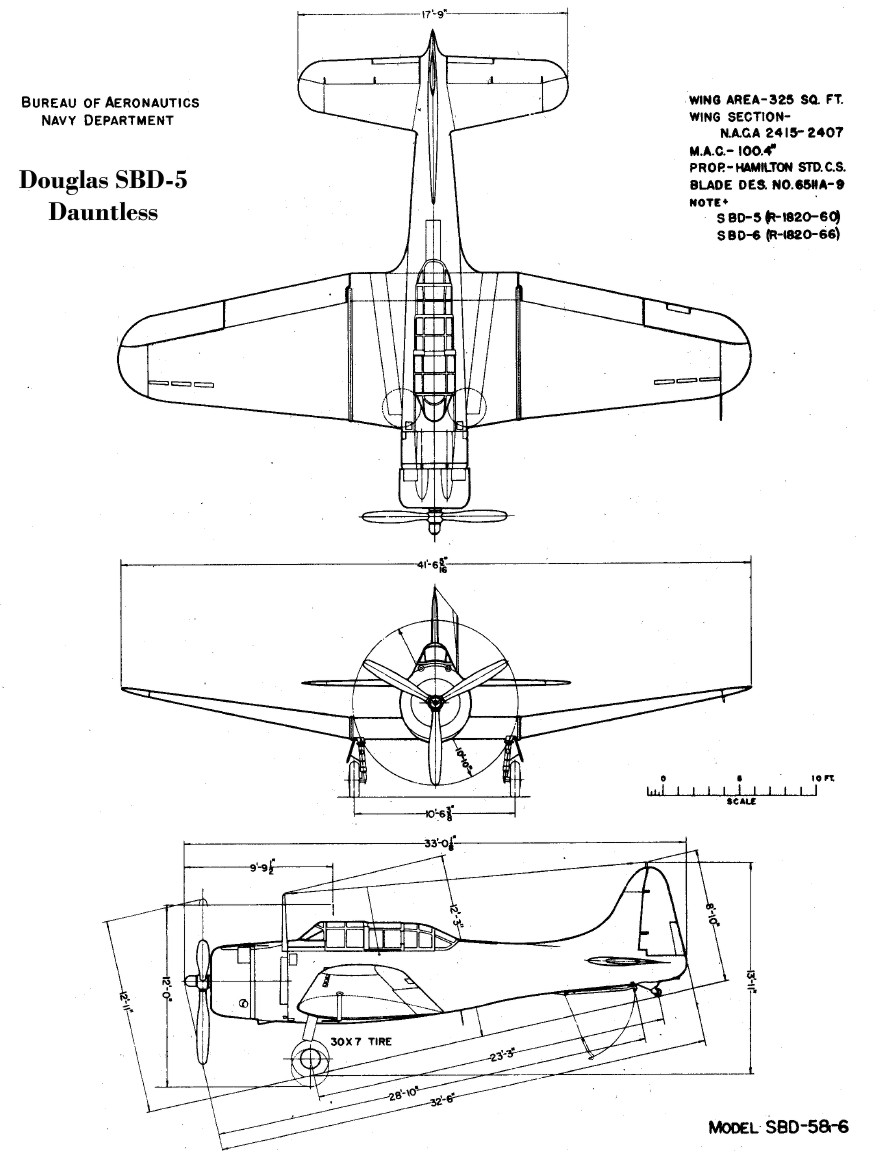
Dreiseitenansicht einer SBD-5

Insgesamt wurden 5.936 SBD und A-24 gebaut:
XBT-2
Prototyp, einer gebaut
SBD-1
57 gebaut, gingen alle an das US Marine Corps, erste Staffel war VMB-2 1940
SBD-1P
Umbau als Aufklärer
SBD-2
87 gebaut, verbesserte Bewaffnung, erste Staffel war VB-6 1941
SBD-2P
Umbau als Aufklärer
SBD-3
584 gebaut, hatte selbstabdichtende Tanks, 12,7-mm-MG, Panzerung und 1000-PS-Motor R-1820-52
SBD-3P
Umbau als Aufklärer
SBD-3A
168 gebaut, A-24 der USAAF
SBD-4
780 gebaut, SBD-3 mit 24-Volt-Elektrik
SBD-4A
170 gebaut, A-24A der USAAF
SBD-5
2409 gebaut, R-1820-60, 1200 PS
SBD-5A
615 gebaut, A-24B der USAAF
SBD-6
451 gebaut, R-1820-66, 1350 PS

## Produktion
Abnahme der Dauntless/A-24 durch die USAAF/US Navy:
| Hersteller          | Version     | 1940 | 1941 | 1942 | 1943 | 1944 | Summe |
| ------------------- | ----------- | ---- | ---- | ---- | ---- | ---- | ----- |
| Douglas, El Segundo | SBD-1       | 57   |      |      |      |      | 57    |
| Douglas, El Segundo | SBD-2       | 1    | 86   |      |      |      | 87    |
| Douglas, El Segundo | SBD-3/A-24  |      | 249  | 504  |      |      | 753   |
| Douglas, El Segundo | SBD-4/A-24A |      |      | 460  | 490  |      | 950   |
| Douglas, El Segundo | SBD-5       |      |      |      | 2493 | 472  | 2965  |
| Douglas, El Segundo | SBD-5A      |      |      |      |      | 60   | 60    |
| Douglas, El Segundo | SBD-6       |      |      |      |      | 450  | 450   |
| Douglas, Tulsa      | A-24B       |      |      |      | 615  |      | 615   |
| Summe               |             | 58   | 335  | 964  | 3598 | 984  | 5937  |

## Technische Daten
| Kenngröße             | Northrop BT-1                                                                                                  | Douglas SBD-6 |
| --------------------- | --- | --- |
| Besatzung             | Pilot und Bordschütze                                                                                          | Pilot und Bordschütze |
| Länge                 | 9,50 m | 10,06 m |
| Spannweite            | 12,70 m | 12,65 m |
| Höhe                  | 3,81 m | 3,94 m |
| Flügelfläche          | k. A. | 30,19 m² |
| Flügelstreckung       | | 5,3 |
| Leermasse             | 2029 kg | 2964 kg |
| Startmasse            | 3209 kg | 4318 kg |
| Antrieb               | ein Pratt & Whitney R-1535-94, 825 PS (ca. 610 kW)                                                             | ein Wright R-1820-66 Cyclone, 1.350 PS (ca. 990 kW) |
| Höchstgeschwindigkeit | 357 km/h | 410 km/h in 4265 m Höhe |
| Dienstgipfelhöhe      | 7710 m | 7680 m |
| Größte Reichweite     | 1850 km | 1760 km |
| Bewaffnung            | ein starres 12,7-mm-MG nach vorne und ein flexibles 7,62-mm-MG hinten Bombenhalterung für max. 454 kg am Rumpf | zwei starre 12,7-mm-MG nach vorne und zwei flexible 7,62-mm-MG hinten Bombenhalterung für max. 726 kg am Rumpf und für max. 295 kg unter den Tragflächen |